# Ángel de Andrés López
Ángel de Andrés López (Madrid, 23 d'octubre de 1951-Miraflores de la Sierra, Madrid, 3 de maig de 2016) va ser un actor espanyol, nebot del també actor Ángel d'Andrés Miquel (conegut com Ángel de Andrés).

## Biografia
Sent nen va aparèixer en televisió al costat del seu oncle qui li va transmetre l'afició per la interpretació.
| «                                              | "o vaig entrar en el món de la faràndula amb 4 anys en una pel·lícula del meu oncle. La meva família era de la burgesia i no volien que fora actor, llavors em van fer estudiar, és clar" | » |
| — Ángel de Andrés López (Diari El Mundo, 2016) | |   |

Es va llicenciar en Dret, però no va arribar a exercir l'advocacia i es va unir al grup teatral Tábano. Els seus anys al teatre independent anticipen la crida de Pedro Almodóvar per interpretar al marit de Carmen Maura a ¿Qué he hecho yo para merecer esto? (1984) i un petit paper com a policía a Mujeres al borde de un ataque de nervios (1988).
| «                                               | "(Pedro Almodóvar) Em va cridar per a fer una altra pel·lícula en la qual Santiago Ramos i jo anàvem a fer de pare i fill, però jo estava fent teatre, al final la van fer Fernando Guillén i el seu fill. Sé que ell es va enfadar però no el vaig poder convèncer que era una qüestió d'honor, jo almenys soc així, quan dono la meva paraula i la meva mà és com si fos una signatura" | » |
| — Ángel de Andrés López (Diario El Mundo, 2016) | |   |

Al cinema va desenvolupar una activa carrera rodant a les ordres de Jaime Chávarri (Las cosas del querer), Ricardo Franco (¡Oh, cielos!), Carlos Saura (Taxi), Pilar Miró (El perro del hortelano i Tu nombre envenena mis sueños), Gerardo Vera (La Celestina), Joaquín Oristrell (¿De qué se ríen las mujeres?), Álex de la Iglesia (800 balas) i José Corbacho i Juan Cruz (Tapes).
La seva participació en sèries de televisió que aplega èxits d'audiència li van reportar una notable popularitat, fonamentalment gràcies a Manos a la obra i la seva seqüela, Manolo y Benito Corporeision, encarnant el sru personatge Manolo Jumilla Pandero. També va participst en altres sèries com Platos rotos, Lorca, muerte de un poeta, Villarriba y Villabajo, Diez en Ibiza, Pelotas i Carlos, Rey Emperador el seu últim treball a televisió.
| «                              | "Soc un actor molt eclèctic i he anat aprenent de tot arreu. Sempre m'ha agradat estudiar molts estils d'interpretació, que és una cosa que jo introduiria en totes les escoles d'actors i que en aquest país no es fa." | » |
| — Ángel de Andrés López (2010) | |   |

Ángel d'Andrés va morir inesperadament d'un infart agut de miocardi la nit del 3 de maig de 2016 a l'edat de 64 anys en el seu domicili de Miraflores de la Sierra. L'actor estava sol en el moment de sofrir l'atac i va ser un dels seus fills el que va trobar el cos sense vida del seu pare, "assegut en la  seva butaca preferida". Va ser incinerat en el Tanatori de Galapagar (Madrid).

## Filmografia

### Televisió
- Carlos, Rey Emperador (La 1, 2015)
- Cuéntame cómo pasó (La 1, 2015)
- Pelotas (La 1, 2009-2010)
- El comisario (Telecinco, 2008)
- Manolo y Benito Corporeision (Antena 3, 2006-2007)
- Manos a la obra (Antena 3, 1998-2001)
- Pase sin llamar (Cajón desastre, TVE; 1988-1991)

### Teatre
- Wilt (2012)[11]
- La loca carrera del árbitro (1985, actor i director)
- Kabarett para tiempos de crisis (1984)[12]
- Aquí no paga nadie (1983)
- Muerte accidental de un anarquista (1978)

### Cinema
- El kaserón (Pau Martínez, 2008)
- Sexykiller, morirás por ella  (Miguel Martí, 2008)
- Las locuras de Don Quijote (Rafael Alcázar, 2006)
- Desde que amanece apetece (Antonio del Real, 2006)
- Teresa: el cuerpo de Cristo (Ray Loriga, 2006)
- Tapes (José Corbacho i Juan Cruz, 2005)
- Tiovivo c. 1950 (José Luis Garci, 2004)
- Platillos volantes (Óscar Aibar, 2003)
- 800 balas (Álex de la Iglesia, 2002)
- 99.9 (Agustí Villaronga, 1998)
- ¿De qué se ríen las mujeres? (Joaquín Oristrell, 1997)
- En brazos de la mujer madura (Manuel Lombardero, 1997)
- Tu nombre envenena mis sueños (Pilar Miró, 1997)
- Taxi (Carlos Saura, 1996)
- El perro del hortelano (Pilar Miró, 1996)
- La Celestina (Gerardo Vera, 1996)
- Corsarios del chip (Rafael Alcázar, 1996)
- ¡Oh, cielos! (Ricardo Franco, 1995)
- Antártida (Manuel Huerga, 1995)
- Ciénaga (José Ángel Bohollo, 1993)
- Martes de Carnaval (Fernando Bauluz i Pedro Carvajal, 1991)
- Las cosas del querer (Jaime Chávarri, 1989)
- Mujeres al borde de un ataque de nervios (Pedro Almodóvar, 1988)
- Baton Rouge (Rafael Monleón, 1988)
- No hagas planes con Marga (Rafael Alcázar, 1988)
- Manuel y Clemente (Javier Palmero, 1986)
- Luces de bohemia (Miguel Ángel Díez, 1985)
- ¿Qué he hecho yo para merecer esto? (Pedro Almodóvar, 1984)
- Las autonosuyas (Rafael Gil, 1983)

## Candidatures

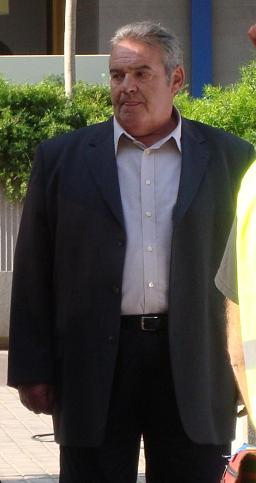
Ángel de Andrés López el 2008.

| Any  | Premi                         | Categoria                   | Pel·lícula               | Resultat |
| ---- | ----------------------------- | --------------------------- | ------------------------ | -------- |
| 1988 | Premis Goya                   | Millor Actor De Repartiment | Baton Rouge (pel·lícula) | Candidat |
| 2006 | IV Premis Barcelona de Cinema | Millor Actor                | Tapes                    | Candidat |